# Phlogochroa melanosemesa
Phlogochroa melanosemesa là một loài bướm đêm trong họ Noctuidae.